# 128389 Dougleland
128389 Dougleland este o planetă minoră (asteroid) din centura de asteroizi. A fost descoperită pe 22 mai 2004 la Catalina Station⁠(d) de Catalina Sky Survey. 
Obiectul prezintă o orbită caracterizată de o semiaxă mare de 3,1342003289067 UAi, o excentricitate de 0,04, o înclinație de 16,1 ° în raport cu ecliptica.